# Sleedoornroest
De sleedoornroest (Tranzschelia pruni-spinosae) is een schimmel behorend tot de familie Tranzscheliaceae. Hij heeft een levenscyclus op twee waardplanten. Het is ook een soort met een volledige cyclus en produceert alle soorten sporen die typisch zijn voor roestschimmels.
De sleedoornroest lijkt veel op de bosanemoon-lijsterbesroest maar deze heeft 1 mm brede aecia met zwarte puntjes en de bladeren van de geïnfecteerde anemoon hebben een langere bladsteel en kleinere bladeren en steken boven de andere bladeren uit.
In Europa worden spermogonia en aecia gevormd op de tuinanemoon (Anemone coronaria) en de gele anemoon (Anemone ranunculoides), uredia en telia alleen op Prunus: P. argentea, P. armeniaca, P. avium, P. brigantina, P. cerasifera, P. cerasus, P. cocomilia, P. davidiana, P. domestica, P. dulcis, P. fruticosa, P. mahaleb, P. padus, P. persica, P. pumila, P. serotina, P. spinosa, P. tenella, P. virginiana.

## Kenmerken
Geïnfecteerde anemoonplanten worden bleek, hun bladeren zijn versmald en groeien stijl omhoog. Op de bladeren van anemoon worden in het voorjaar oranjegele spermogonia gevormd en later aecia. De in de aecia's gevormde aeciosporen veroorzaken primaire infectie op Prunus. De urediniosporen gevormd op prunusbladeren veroorzaken secundaire infecties die de ziekte verspreiden. In de herfst worden telia gevormd op geïnfecteerde prunusbladeren, waarin teliosporen worden geproduceerd. Ze ontkiemen in het voorjaar en vormen basidiosporen. Verspreid door de wind infecteren ze anemonen. De ziekteverwekker kan zich echter ontwikkelen zonder de anemonen. Mycelium dat overwintert op éénjarige prunusscheuten kan urediniosporen vormen die prunus infecteren.
Spermogonia en aecia
De spermogoniën worden gevormd aan beide zijden van de anemoonbladeren. Ze zijn klein, bruin of zwart als ze rijp zijn. De aecia zijn lichtbruin, talrijk, verspreid over de gehele onderzijde van het blad, komvormig, met in meerdere strepen verdeelde randen, naar buiten gekeerd. De aeciosporen zijn 20-22 × 18-20 µm en hebben een tot 2,5 µm dikke wand, aan de top tot 4 µm dik. Ze zijn fijn wrattig.
Uredinia
De uredinia zijn kaneelkleurig en al vroeg poedervormig. De eencellige urediniosporen zijn 20-38 × 12-28 µm groot.
Telia
De telia zijn zwartbruin en al vroeg poedervormig. De tweecellige, donkerbruine teliosporen zijn 30-45 × 18-28 µm groot. Ze staan niet in bundels, maar afzonderlijk. Beide cellen hebben dezelfde rondachtige vorm en kleur en zijn beide sterk grof wrattig. De kiempore van de bovenste cel bevindt zich precies bovenaan.

## Verspreiding
De sleedoornroest komt voor in Europa. In Nederland is de schimmel uiterst zeldzaam.

## Hyperparasitering
De sleedoornroest wordt gehyperparasiteerd door de schimmels Tuberculina persicina en Cladosporium uredinicola.

## Foto's

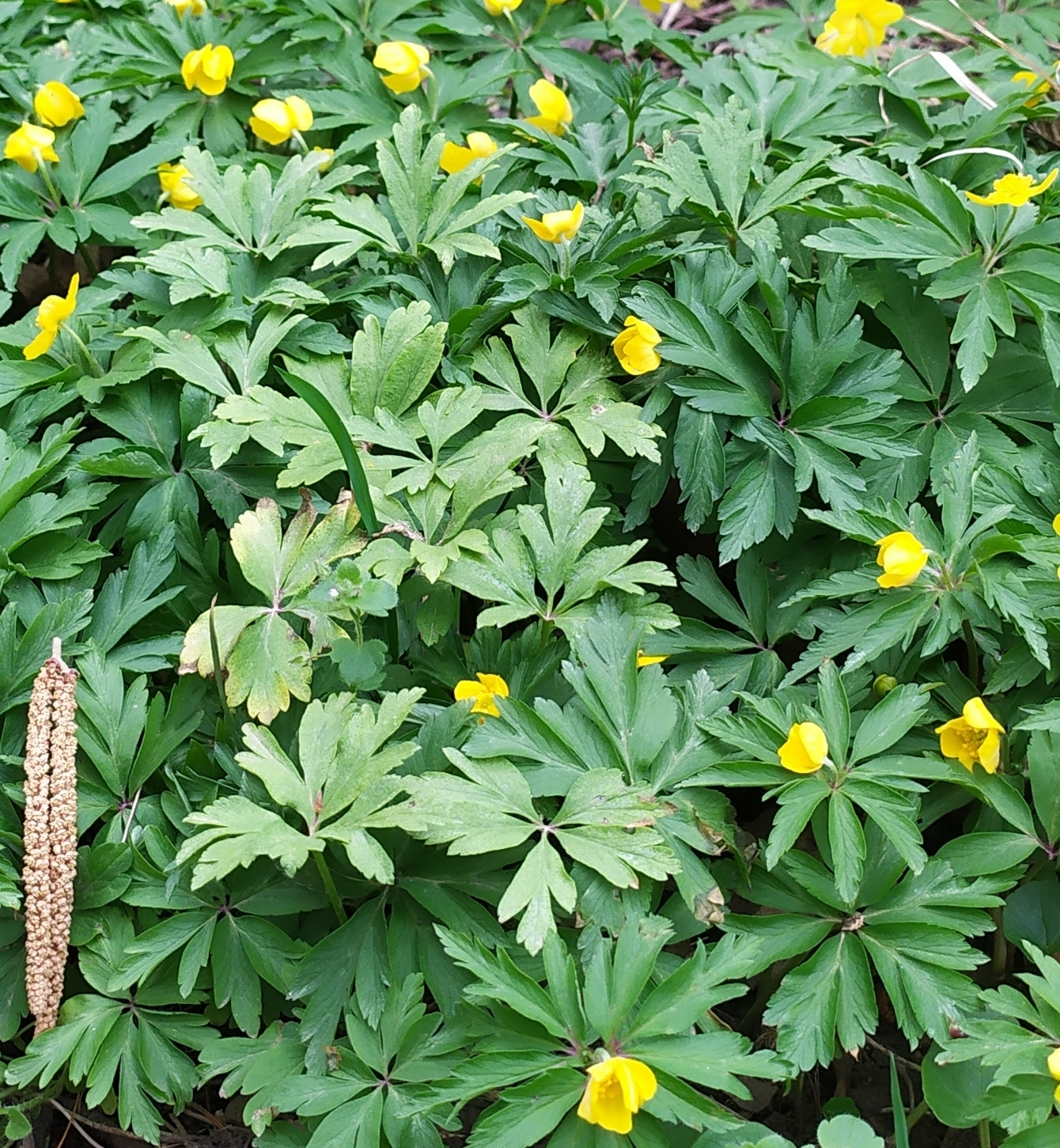
Aangetaste planten van gele anemoon
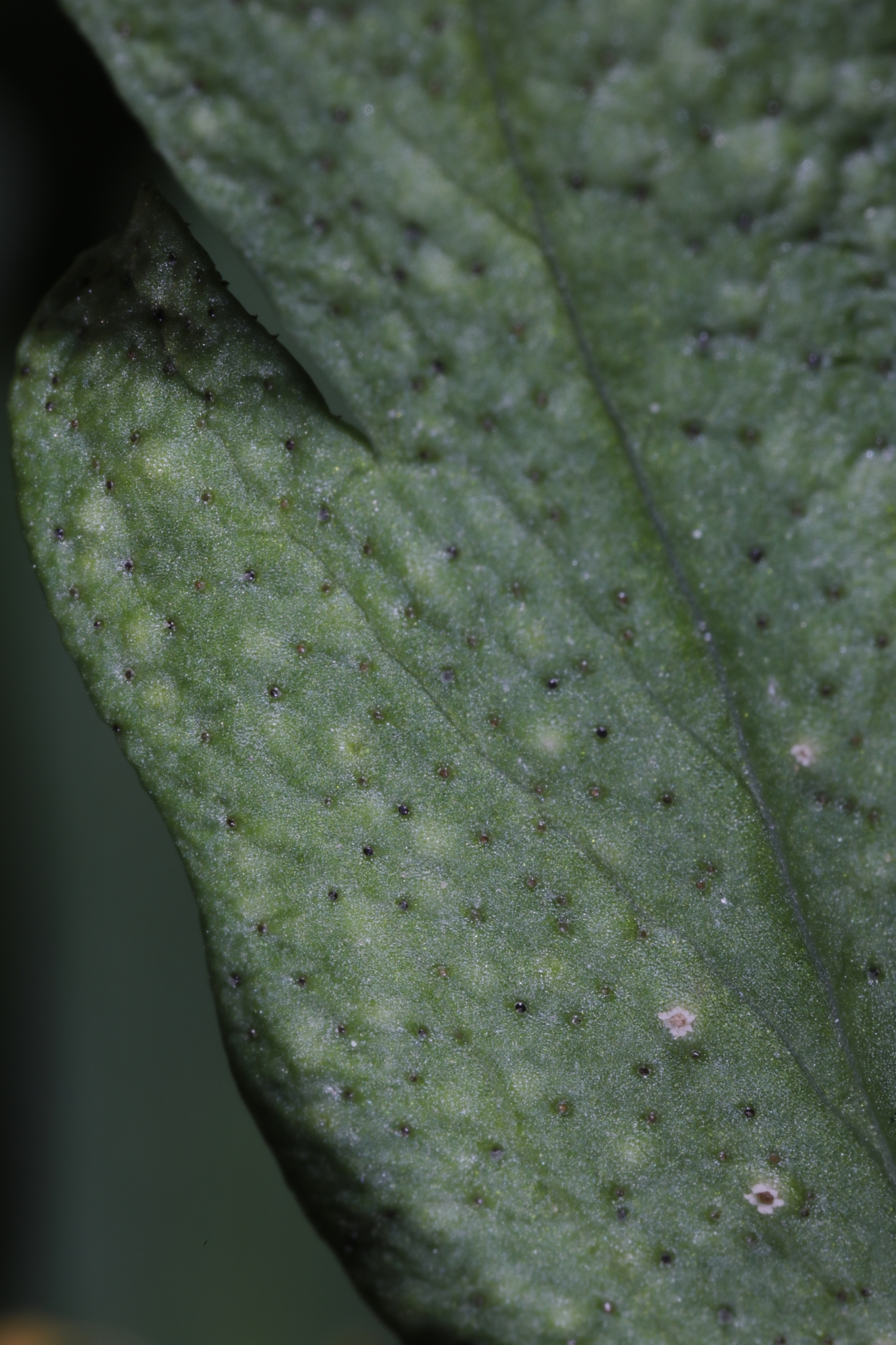
Spermogonia op gele anemoon
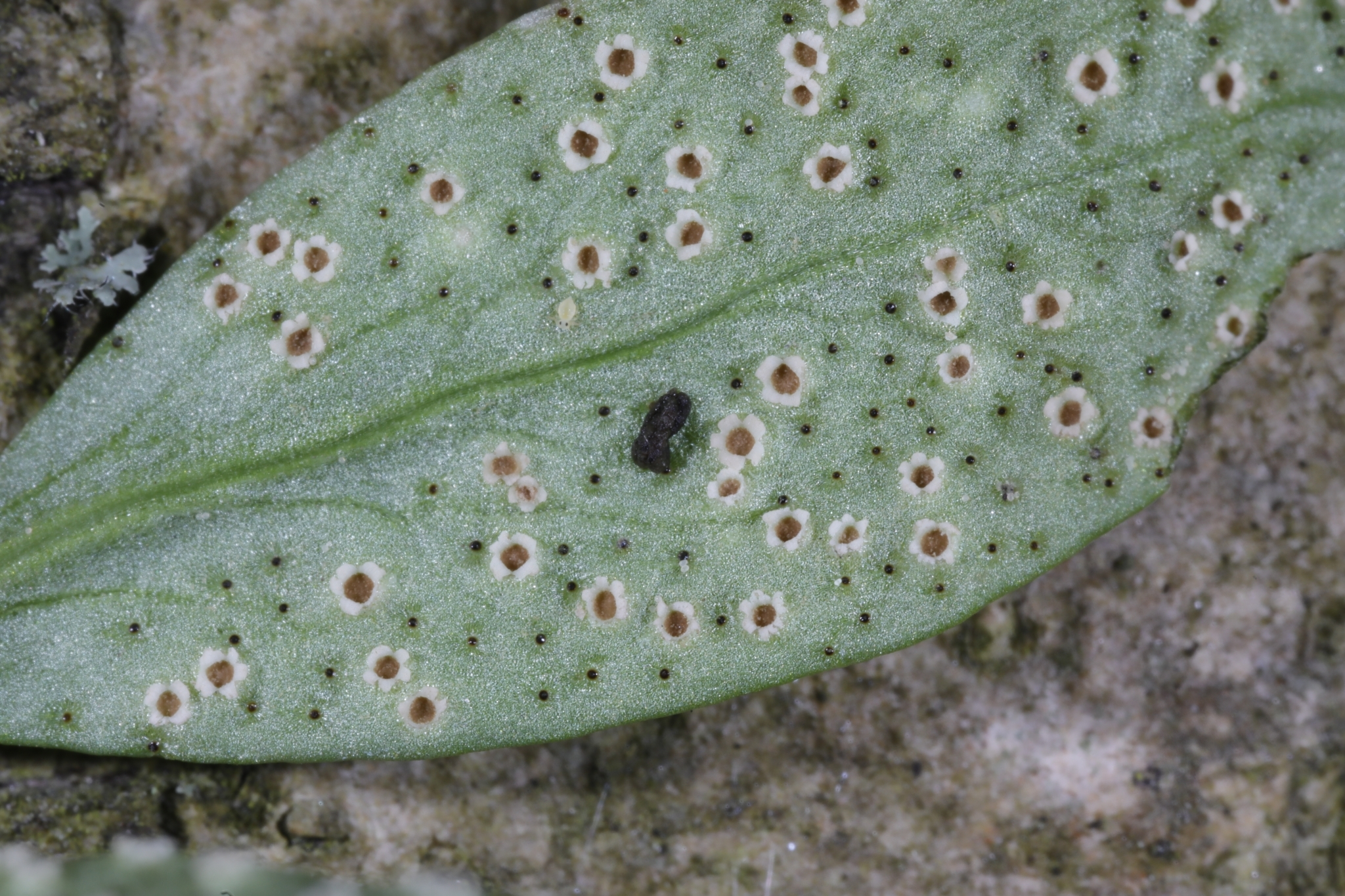
Aecia op gele anemoon
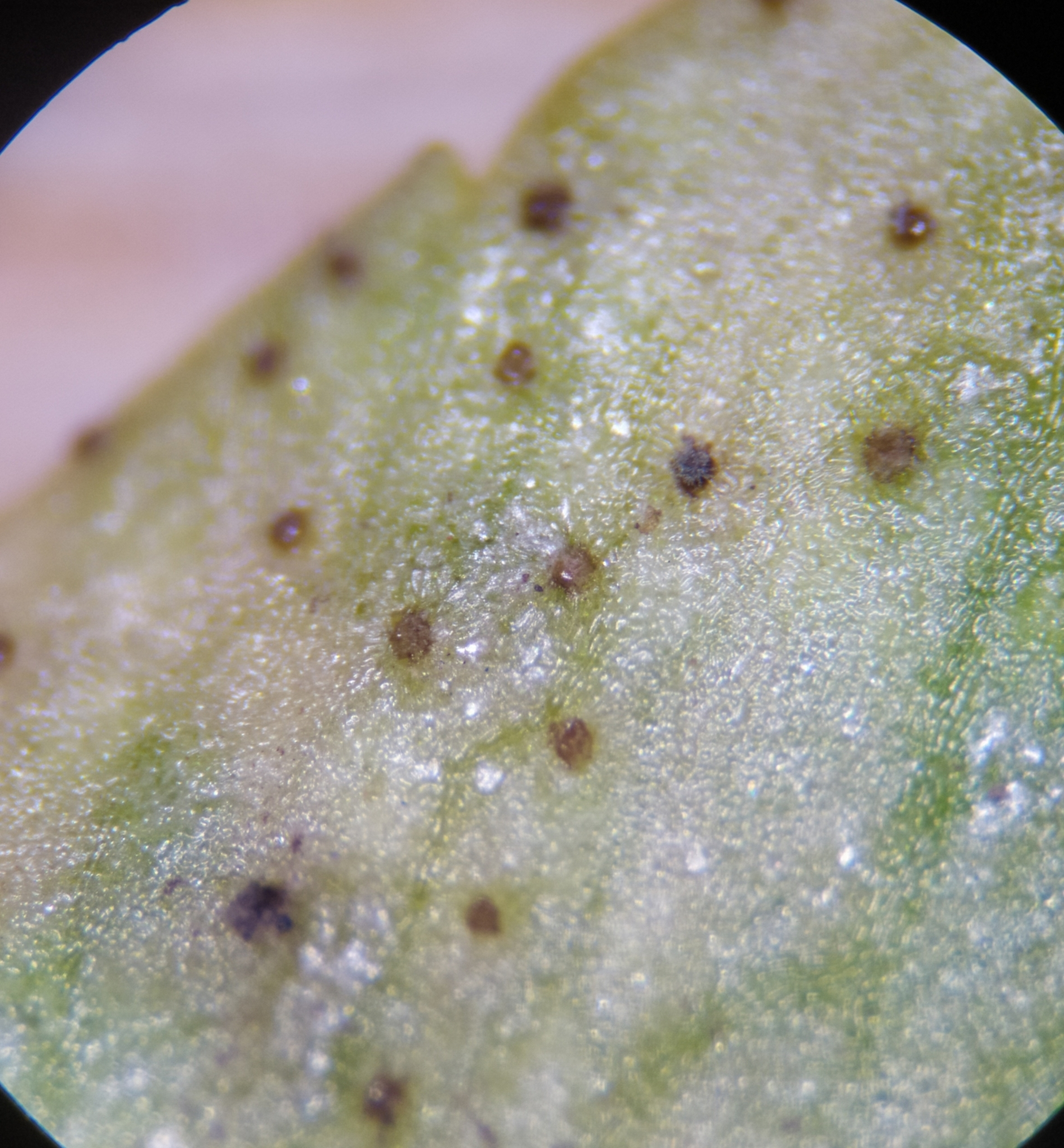
Spermogonia gehyperparisiteerd door Cladosporium uredinicola
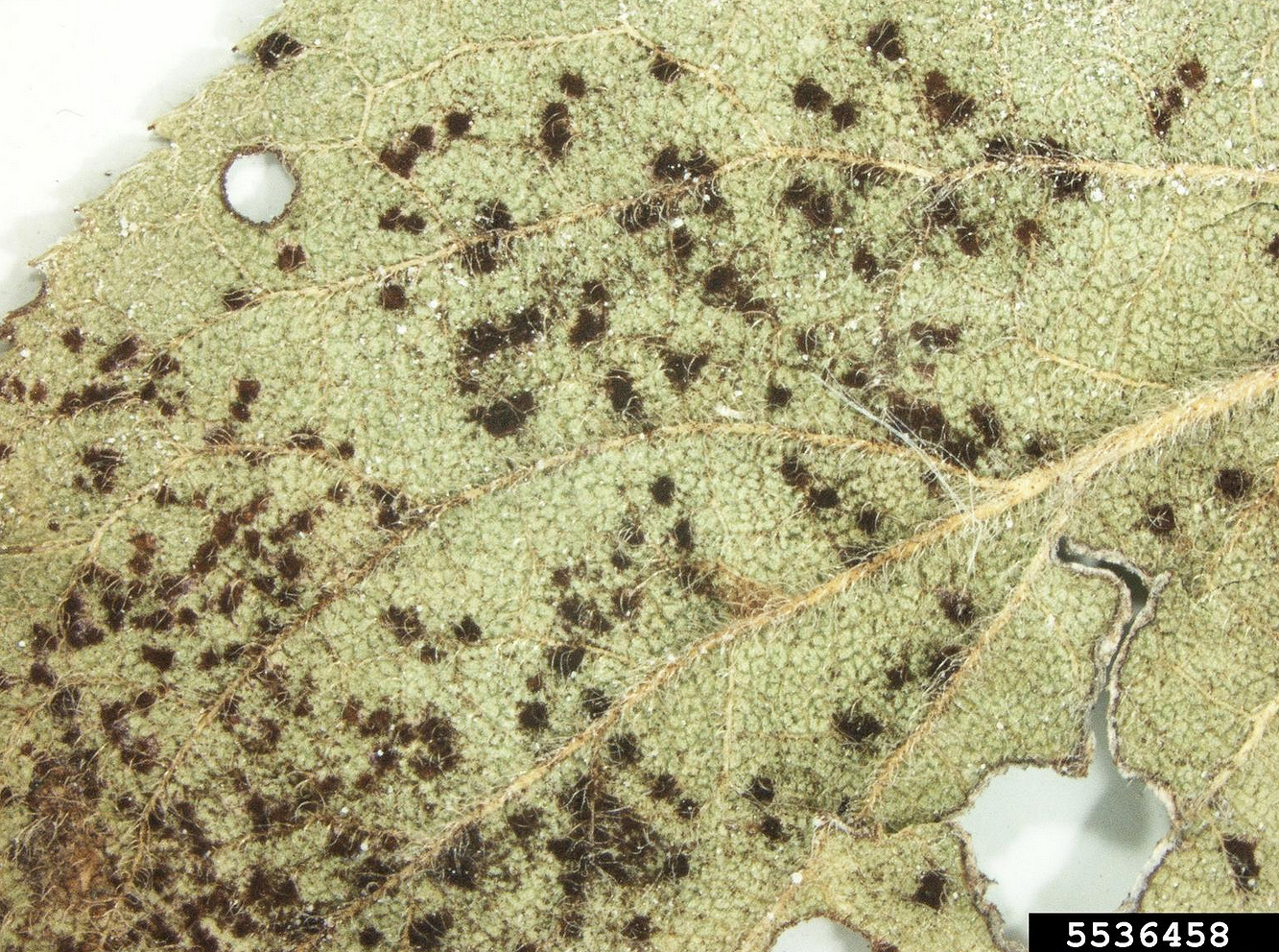
Uredinia op Prunus